# Frack m/1867

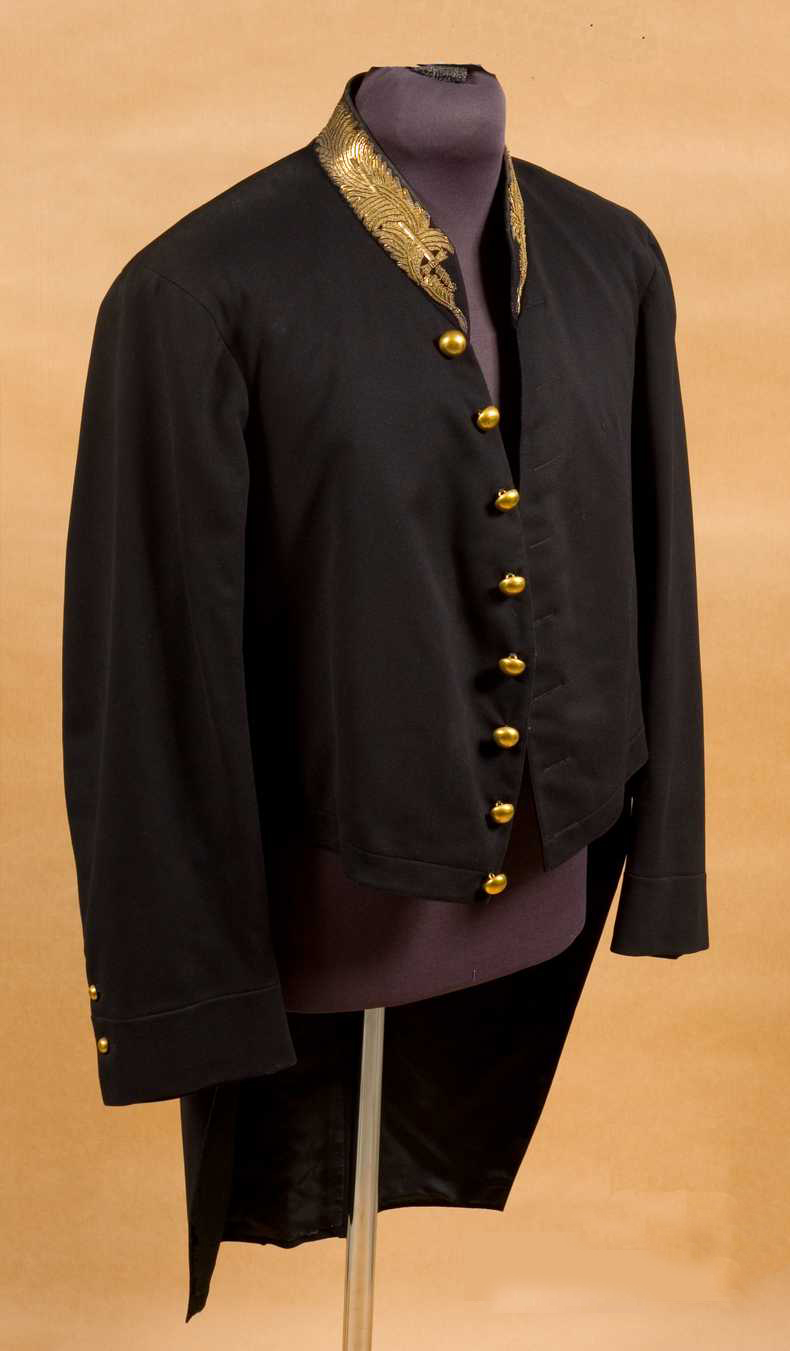
Frack för auditör vid Livregementets husarer (K 3).

Frack m/1867 var en uniformsfrack som användes inom försvarsmakten (dåvarande krigsmakten).

## Utseende
Denna frack är av svart kläde och med svart foder. Den har en enradig knapprad om åtta knappar samt är försedd med en öppen snedskuren ståndkrage med broderi.

## Användning
Denna uniform bars av musikdirektörer och auditörer med en vit väst som ett alternativ till vapenrock m/1847 vid stor- och liten parad.